# Airbus Helicopters Tiger
Airbus Helicopters Tiger (tidigare Eurocopter) är en europeisk attackhelikopter. Frankrike och Spanien stavar helikopterns namn Tigre, övriga nationer Tiger. Eurocopter marknadsförde helikoptern som EC665. Totalt är 206 Tiger beställda och i december 2015 var 120 stycken levererade till Frankrike, Tyskland Spanien samt Australien.

## Utveckling
I mitten av 1970-talet började Frankrike samt Tyskland undersöka hur de skulle kunna ersätta sina pansarvärnshelikoptrar MBB Bo 105 samt Aérospatiale Gazelle till millennieskiftet. Länderna skrev under ett samarbetsavtal 1979 men projektet övergavs 1980 då det ansågs bli för dyrt. När den franske presidenten François Mitterrand tillträdde 1981 var denne angelägen om att starta storskaliga sameuropeiska industriprojekt, så helikopterprojektet återupptogs samma år. 1984 undertecknades avtalet att påbörja utvecklingen av en ny europeisk attackhelikopter. Mellan 1987 och 1989 undertecknades ytterligare avtal som säkerställde utvecklingen och produktionen av 427 Tigers, 212 stycken till Tyskland samt 215 till Frankrike (det totala antalet har sedan minskats till 160 stycken).
Den första prototypen flög i april 1991, i samband med detta beslutades det i andan att förena de båda nationerna att en gemensam frank-tysk flygskola skulle sättas upp för Tigre. När Eurocopter bildas 1992 genom sammanslagningen av MBB och Aérospatiale ansågs Tiger vara ett av konsortiets flaggskepp. Helikopterprojektet marknadsfördes intensivt, bland annat medverkade Tiger i James Bond filmen Goldeneye från 1995.
2001 beställer Australien 22 stycken Tiger ARH. Produktionen påbörjas 2002 och i slutet av 2004 levereras den första serieproducerade Tiger till Australien (före de båda ursprungskunderna). Frankrike och Tyskland fick sina första Tiger några månader senare (mars/april 2005). I slutet av 2005 lade Spanien en beställning på 24 stycken Tiger HAD.

## Design
Tiger kännetecknas av dess höga manöverbarhet genom det stela rotorsystem som tillåter att man kan loopa samt genomföra negativa G-manövrar med helikoptern. Helikopterns radarmålyta har minskats genom att helikopterns flygkropp till 80% är byggd med kolfiberförstärkt plast och kevlar (s.k. kompositmaterial) samt att flygkropp kunnat göras smal då föraren (fram) och skytten (bak) sitter i tandem ("efter varandra"). Senare versioner av HAD (Block 2) har anpassats för att kunna verka i en marin miljö och operera från fartyg.

## Varianter
Tiger finns i flera varianter som är förhållandevis lika varandra då alla bygger på samma grundhelikopter (HAP).

### HAP
Tigre HAP (fr: Hélicoptère d'Appui Protection) är en understöds- och eskorthelikopter beställd av Frankrike. Helikopterns huvudbeväpning är 30 mm automatkanon, jaktrobotar samt raketkapslar. Frankrike kommer fram till 2025 ha modifierat sina HAP till HAD och kommer då kalla den Tigre Mk2.

### HAD
Tigre HAD (fr: Hélicoptère d'Appui Destruction) (sp:Helicoptero de Apoyo y Destrucción) är en understöds- och attackhelikopter beställd av Frankrike samt Spanien. Helikoptern är i stort sett identisk med HAP men bättre anpassad för "hot-and-high" miljö genom starkare motorer samt utrustad med bättre ballistiskt skydd. Förbättringarna var krav när Spanien beställde Tiger. Helikoptern kan även (till skillnad från HAP) bära pansarvärnsrobotar. Frankrike har beställt 67 stycken HAD och Spanien 24 stycken HAD. 2016 meddelade Frankrike att de i samarbete med övriga operatörer ser på möjligheten att uppgradera HAD kring 2020 och då kalla den Tiger Mk3, främsta förbättringen är en ny generation pansarvärnsrobot.

### HAC
Tigre HAC (fr: Hélicoptère Anti-Char) var avsedd som en pansarvärnshelikopter för Frankrike. Men kort efter att Spanien lagt sin beställning på HAD så beslutade sig Frankrike för att inte beställa HAC som var en renodlad pansarvärnshelikopter utan valde istället att beställa den mer mångsidiga HAD.

### UH
Tiger UH (ty: UnterstützungsHubschrauber) är en understödshelikopter beställd av Tyskland. Helikopterns huvudbeväpning är pansarvärnsrobotar, jaktrobotar samt raketkapslar. Totalt har Tyskland beställt 57 Tiger UH. Till skillnad från HAP/HAD har inte UH något integrerat kanontorn i nosen utan man kan vid behov istället montera på en 12,7 mm kulspruta monterad i en kapsel. Eventuellt kommer den i framtiden beväpnas med ett torn med en Rheinmetall RMK30 i. Vidare skiljer sig UH från HAP/HAD då den har ett mastmonterat sikte.

### ARH
Tiger ARH (eng: Armed Reconnaissance Helicopter) är en understöds- och eskorthelikopter beställd av Australien. ARH är en modifierad variant av HAP och Australien har beställt 22 stycken.

## Operativ tjänst
År 2009 sattes Tiger in för första gången i ett internationellt operationsområde då tre HAP baserades i Afghanistan. Därefter har helikoptern även använts vid konflikter i Centralafrikanska republiken, Somalia, Libyen samt Mali.